# Vásárhelyi Vera
Vásárhelyi Vera (Kállay Kristófné, Lőkösháza, 1920. november 15. – Budapest, 2000. augusztus 27.) író, újságíró.

## Életútja
Lőkösházán született régi nemesi családba, édesapja földbirtokán. Ott töltötte gyerekkorát, írásaiban sokszor visszaidézett harmonikus, bukolikus nyugalomban. A budapesti Notre Dame de Sionban érettségizett, 1938-ban. 1942-ben házasságot kötött az akkori miniszterelnök, Kállay Miklós fiával, Kristóffal. 1946-ban családjával elmenekült az országból, majd Rómában telepedtek le, ahol huszonöt éven át dolgozott a Katolikus Szemle szerkesztőségében Békés Gellért állandó munkatársaként. Dolgozott ezenkívül a Nemzetőrnek, az Irodalmi Újságnak, az Új Látóhatárnak és más emigráns magyar lapoknak. Elbeszéléseket, irodalmi cikkeket, kritikákat írt.  1978-ban Sík Sándor díjat nyert.
Az írás mellett szenvedélyes természetjáró volt és gyerekkorától kezdve szeretett festeni. Negyven év kihagyás után, Rómában tanítványa lett Triznya Mátyásnak, akivel, és feleségével Szőnyi Zsuzsával jó barátságban voltak. Sokat kirándult velük.
Férje mellett reprezentációs szerepe is volt. 1969-ben ő is belépett a Máltai Lovagrendbe, mint tiszteleti dáma. Rendszeresen kísérte férjét rendi eseményekre, kongresszusokra, diplomáciai rendezvényekre és pápai kihallgatásokra.
1995-ben tértek vissza Magyarországra, ekkor már gyengélkedett. 2000. augusztus 27-én halt meg, a kállósemjéni Kállay-kriptában van eltemetve.

## Művei
- Keserű babér (Róma, 1962)
- Fondor magány (Róma, 1974)
- Fogyó holnapok (München, 1979)
- Skorpió hava (Róma, 1988)
- Olvadó jég kezemben az idő. Naplótöredékek olaszországi életünkről. Gondolatok az öregedésről; s.n., Róma, 1995
- Csupán az emlék maradandó (gondolatok Rónay György "A Kert" című verseskötetének olvasásakor), s.n., Róma (1996).

## Szakirodalom
Tűz Tamás (Krónika 1979/4.)